# 无字碑歌
《无字碑歌》，又称《无字碑歌：武则天传》，是一部以武则天一生改编的古装历史剧，于2004年拍摄，2006年首播。导演陈燕民称该剧将为武则天平反，并表示这次是一部完全的正剧，要正史、正人、正言、正传。本剧的另一大特色是台词，文学性很强，古风韵味十足，饰演青年武则天的演员温峥嵘称“台词写得就像天书，一手抱着剧本，一手还要翻字典。往往头一天就要背好词，否则第二天碰到不认识的字就难看了”。

## 背景
作为中国历史上唯一的女皇帝，武则天完成了完成了贞观之治到开元之治两大盛世的过渡。她是一代帝王，同时也是一个女人，一个妻子，一个母亲，她的一生极富传奇色彩。
身为唐太宗才人的武媚娘一次偶然机会下得到了皇帝的重视，同时她与太子李治也相互倾慕。太宗驾崩后，武媚娘在感业寺出家为尼，但她并没有自暴自弃，终于抓住一次机会让高宗李治接她回宫。重回后宫的武媚娘从宫女到昭仪，凭借她的智慧和勇气击败了其他妃嫔登上了皇后的位置。成为皇后之后，武媚娘逐渐展现她在政治上的才华，她向皇帝提出了“建言十二事”，深得高宗赞赏，大唐朝廷开始了“双圣”临朝的局面。高宗病逝后，几位继位的皇子皆不能掌控朝野，武后以她雷厉风行的手段重掌朝纲，更是登基为帝，改国号“周”。继位为帝后，武皇延续了太宗、高宗的治国方针，推行了一系列政治主张，使得大唐逐步走向真正的盛世……走到生命尽头的武皇将皇位交还了李氏宗族，而她留下的一座无字丰碑，功过任由后人评说……

## 演员
- 斯琴高娃 饰 武则天
- 温峥嵘 　饰 武则天（青年）、太平公主
- 张铁林 　饰 唐高宗
- 方　旭 　饰 狄仁杰
- 刘　威 　饰 唐太宗
- 刘金山 　饰 魏顺安（宦官，虚构人物）
- 廖晓琴 　饰 上官婉儿

### 其他演员
- 颜丙燕 饰 王皇后
- 谢金天 饰 萧淑妃
- 李芯逸 饰 魏国夫人
- 谭　洋 饰 来俊臣
- 沙景昌 饰 魏元忠
- 许正廷 饰 长孙无忌
- 曹金生 饰 郝处俊
- 王　彪 饰 韩瑗
- 夏　峰 饰 来济
- 曾秋生 饰 许敬宗
- 王德顺 饰 李勣
- 徐文彬 饰 褚遂良
- 英　达 饰 李元景（唐太宗的七弟）
- 李　丁 饰 张公艺（百岁老人）
- 赵　晋 饰 裴炎
- 杨　君 饰 武元庆、武三思
- 贺生伟 饰 武元爽、武承嗣
- 陆诗雨 饰 李显
- 王今心 饰 李旦
- 李依晓 饰 韦团儿
- 马捷 饰 李义府
- 吴菲菲 饰 刘妃
- 刘苏 饰 窦妃
- 郑玉 饰 柳奭
- 周毅华 饰 李昭德
- 周世艺 饰 徐有功
- 李　明 饰 张光辅
- 雪　山 饰 徐彦伯
- 李燕生 饰 张柬之
- 赵成顺 饰 苏良嗣
- 王　辉 饰 薛怀义
- 李　洋 饰 周兴
- 葛亚明 饰 索元礼
- 巴　多 饰 侯思止
- 周卫涛 饰 太子李治（青年高宗）、李弘
- 赵　波 饰 李贤
- 李晓波 饰 傅游艺
- 徐丰年 饰 王孝杰
- 朱　琛 饰 张说
- 张　平 饰 裴行俭
- 王佳宁 饰 徐敬业、徐敬真
- 程　武 饰 张昌宗
- 迟　佳 饰 张易之
- 李　瑞 饰 张昌仪
- 王　刚 饰 娄师德
- 王德顺 饰 李勣
- 大　力 饰 张德
- 李　滨 饰 刘易从
- 关怀天 饰 李恪
- 于景亮 饰 狄光远
- 唐北平 饰 褚贵
- 夏侯斌 饰 窦希坚
- 曹雪飞 饰 崔玄暐
- 樊晓阳 饰 裴匪躬
- 李雪平 饰 范云仙
- 王春元 饰 李峤
- 任成武 饰 李贞
- 司铁朝光图 饰 李义府
- 曾红生 饰 上官仪
- 张智桐 饰 武母杨氏
- 王勇 饰 陈子昂
- 孙磊岩 饰 刘玮
- 徐明 饰 朱敬则
- 齐济、张晓潇 饰 李忠
- 路东昌 饰 丘神勣
- 张二合 饰 王伏胜
- 陈新华 饰 明崇俨
- 大　海 饰 卢名易
- 孙　浩 饰 安金藏
- 李立群 饰 魏徵
- 白　云 饰 薛绍
- 褚　童 饰 骆宾王
- 刘　平 饰 王德寿
- 王天一 饰 乐毅（八岁）
- 石　磊 饰 李隆基
- 韩梓庭 饰 李素节
- 孙利军 饰 东平王
- 白云飞 饰 房遗爱
- 贾　悦 饰 薛万彻
- 张振兴 饰 柴令武
- 张京土 饰 李孝逸
- 潘美如 饰 程务挺
- 赵成顺 饰 苏良嗣
- 谢　荐 饰 王庆之
- 李　炎 饰 苏安恒
- 柴　浩 饰 小孟
- 孙寒 饰 西夷王
- 白　马 饰 王统领
- 张三金 饰 老农
- 季　勤 饰 感业寺住持
- 朱　健 饰 小尼姑
- 王迎奇 饰 周綝
- 吴欢燕 饰 韦后
- 贾雨岚 饰 千金公主
- 马雅舒 饰 高阳公主
- 高雅凡 饰 巴陵公主
- 海　燕 饰 长孙夫人
- 杨　茜 饰 碧玉
- 王炫伊 饰 婢女小惠
- 徐　璐 饰 婢女小英
- 张庆春 饰 柳氏
- 卢　东 饰 杜肃
- 李　彤 饰 魏国夫人
- 安立民 饰 蒋王李恽
- 崔绍辉 饰 李元婴
- 刘梦梦 饰 女官
- 周伊浩 饰 狄福
- 宋丽洁 饰 狄夫人

## 歌曲
- 主题曲：《无字碑歌》
  - 作词：陈燕民 作曲：马丁 演唱：毛阿敏
- 片尾曲：《千秋功罪任凭说》
  - 作词：陈燕民 作曲：马丁 演唱：毛阿敏

## 外部連結
- 本劇新浪網站 （页面存档备份，存于）
- 本剧搜狐网站 （页面存档备份，存于）

| 台灣高點綜合台 星期一至五 08:00~09:00               | 台灣高點綜合台 星期一至五 08:00~09:00        | 台灣高點綜合台 星期一至五 08:00~09:00 |
| --------------------------------------------------- | -------------------------------------------- | ------------------------------------- |
|                                                     | 無字碑歌(台語版) （2013.01.17 - 2013.03.13） |                                       |
| 春光燦爛豬九妹 (台語版) （2012.12.07 - 2013.01.16） | 未定 （2013.03.14 - 2013.）                  |                                       |